# Río Mauri
Pour les articles homonymes, voir Mauri.
 (décembre 2010).
Si vous disposez d'ouvrages ou d'articles de référence ou si vous connaissez des sites web de qualité traitant du thème abordé ici, merci de compléter l'article en donnant les références utiles à sa vérifiabilité et en les liant à la section « Notes et références ».
Le Río Mauri est un cours d'eau du Pérou et de la Bolivie qui est l'affluent le plus important du Río Desaguadero, émissaire du lac Titicaca.

## Géographie
Il naît au Pérou en tant qu'émissaire du lac de montagne Huaytuta et se dirige vers le sud-est. Après avoir franchi la frontière bolivienne, il pénètre dans le département d'Oruro, arrose la petite localité de Mauri qui lui a donné son nom, puis la ville de General Perez. Orienté vers l'est, puis vers le nord-est, il finit son cours en se jetant dans le Río Desaguadero au niveau de la localité de Calacoto.
Il est l'affluent principal du Desaguadero. Son débit moyen est de 18 m3/s, ce qui est abondant pour un cours d'eau de l'Altiplano.
Son bassin recouvre une petite portion du territoire chilien, où naissent une série de petits affluents. L'utilisation des eaux des affluents de cette portion du bassin par les Chiliens était sujette à contestation entre les deux pays[Lesquels ?], en 2005[réf. nécessaire].